# Zonsverduistering van 12 oktober 1958

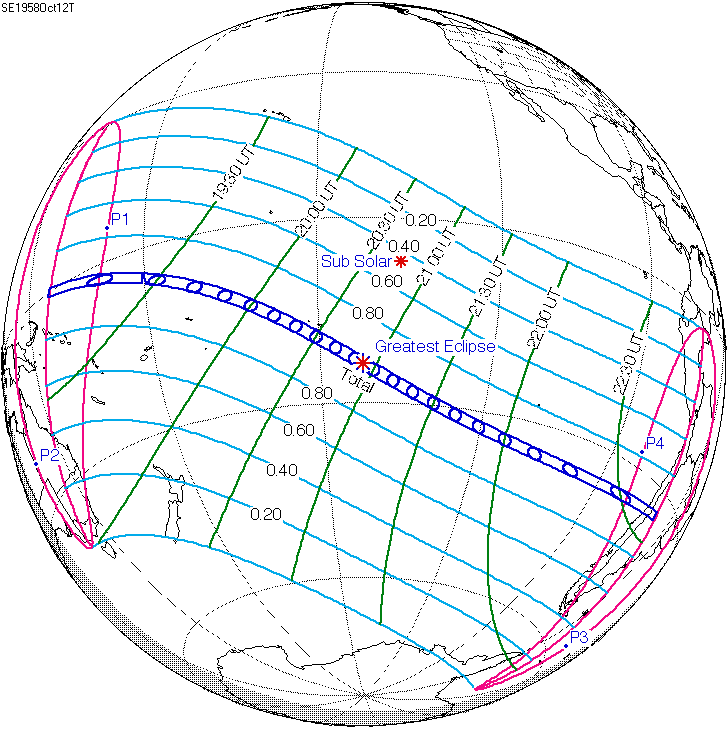
De zonsverduistering was te zien tussen de blauwe lijnen.

De totale zonsverduistering van 2 oktober 1958 trok veel over zee, maar was achtereenvolgens te zien in deze vier gebieden: Tokelau, Cookeilanden, Chili en Argentinië.

## Lengte

### Maximum
Het punt met maximale totaliteit lag op zee ver van enig land op coördinatenpunt 23.9935° Zuid / 142.3983° West en duurde 5m10,7s.

### Limieten
| Fenomeen                    | Code | Tijdstip UTC  |
| --------------------------- | ---- | ------------- |
| Eerste contact bijschaduw   | P1   | 18:19:57.1 UT |
| Eerste contact kernschaduw  | U1   | 19:15:23.9 UT |
| Kernschaduw compleet vanaf  | U2   | 19:17:48.9 UT |
| Bijschaduw compleet vanaf   | P2   | 20:17:58.1 UT |
| Maximum eclips              | GE   | 20:54:53.5 UT |
| Bijschaduw compleet t/m     | P3   | 21:31:34.5 UT |
| Kernschaduw compleet t/m    | U3   | 22:31:51.0 UT |
| Laatste contact kernschaduw | U4   | 22:34:16.6 UT |
| Laatste contact bijschaduw  | P4   | 23:29:45.0 UT |